# Теория Альфера — Бете — Гамова
В физической космологии Теория Альфера-Бете-Гамова, или теория-αβγ, была создана Ральфом Альфером, тогдашним аспирантом физики, его руководителем Георгием Гамовым и Хансом Бете. В работе, которая стала предметом докторской диссертации Альфера, утверждалось, что в результате Большого взрыва были созданы водород, гелий и более тяжелые элементы в таких пропорциях, чтобы объяснить их изобилие в ранней Вселенной. В то время как исходная теория игнорировала ряд процессов, важных для образования тяжелых элементов, последующие исследования показали, что первичный нуклеосинтез согласуется с наблюдаемыми ограничениями для всех первичных элементов.
Официально названная «Происхождение химических элементов», она была опубликована в апрельском номере журнала Physical Review за 1948 год.

## Вклад Бете
Для достижения юмористического эффекта и красивого названия работы, которое привлекло бы большее внимание, Гамов решил добавить в соавторы этой статьи своего друга — выдающегося физика Ханса Бете. В итоге получилась игра греческих букв α, β и γ (альфа, бета, гамма). Бете был указан в статье как "Х. Бете, Корнельский университет, Итака, Нью-Йорк ". В своей книге 1952 года «Сотворение Вселенной» Гамов так объяснил связь Ханса Бете с этой теорией:

Результаты этих расчетов были впервые оглашены в письме в «Физическое обозрение» от 1 апреля 1948 г. Оно было подписано Альфером, Бете и Гамовым и часто упоминается как «алфавитная статья». Было бы несправедливо по отношению к греческому алфавиту, если бы статья была подписана только Альфером и Гамовым, поэтому при подготовке рукописи к печати было вставлено имя доктора Ханса А. Бете («заочно»). Доктор Бете, получивший копию рукописи, не возражал и, по сути, весьма помог в последующих дискуссиях. Однако ходили слухи, что позже, когда теория альфа, бета, гамма временно потерпела крах, доктор Бете серьезно подумывал о том, чтобы сменить имя на Захариас.

Близкое соответствие расчетной кривой и наблюдаемых содержаний показано на рис. 15, который представляет собой результаты более поздних расчетов, выполненных на электронном компьютере Национального бюро стандартов Ральфом Альфером и Робертом Херманом (который упорно отказывается сменить имя на Дельтер).
После этого Бете действительно работал над нуклеосинтезом Большого взрыва .
Альфер, в то время всего лишь аспирант, был в целом встревожен включением имени Бете в эту статью. Он чувствовал, что включение другого выдающегося физика затмит его личный вклад в эту работу и помешает ему получить должное признание за такое важное открытие. В 1999 г. он выразил возмущение капризу Гамова

## Главный недостаток теории
Теория первоначально предполагала, что все атомные ядра образуются в результате последовательного захвата нейтронов по одной единице массы за раз. Однако более поздние исследования поставили под сомнение универсальность теории последовательного захвата. Не было обнаружено ни одного элемента, имеющего стабильный изотоп с атомной массой пять или восемь.[значимость факта?] Физики вскоре заметили, что эти пробелы в массах препятствуют производству элементов помимо гелия. Точно так же, как невозможно подниматься по лестнице по одной ступени за раз, когда одна из ступенек отсутствует, это открытие означало, что теория последовательного захвата не могла объяснить более массивные элементы.
В конце концов было признано, что большинство тяжелых элементов, наблюдаемых в современной Вселенной, являются результатом звездного нуклеосинтеза. Эта теория была впервые предложена Артуром Стэнли Эддингтоном, подтверждена Хансом Бете и количественно развита Фредом Хойлом и рядом других ученых.
Однако теория Альфера-Бете-Гамова правильно объясняет относительное содержание изотопов водорода и гелия . В совокупности они составляют более 99 % барионной массы Вселенной. Сегодня считается, что нуклеосинтез происходил в две стадии: образование водорода и гелия согласно теории Альфера-Бете-Гамова и звездный нуклеосинтез более тяжелых элементов согласно следующим теориям Бете и Хойла.

## Рекомендации
- Alpher, R. A. Genesis of the Big Bang / Alpher, R. A., R. Herman. — 1st. — Oxford University Press, 2001.
- Bethe, H. A. (1939). Energy production in stars. Physical Review. 55 (5): 434–456. Bibcode:1939PhRv...55..434B. doi:10.1103/PhysRev.55.434. PMID 17835673.
- Burbidge, E. M. (1957). Synthesis of the Elements in Stars. Reviews of Modern Physics. 29 (2): 547. Bibcode:1957RvMP...29..547B. doi:10.1103/RevModPhys.29.547. This paper is known by the initials of the authors' surnames, B2FH.
- Cameron, A. G. W. (1957). Stellar Evolution, Nuclear Astrophysics and Nucleogenesis. {{cite journal}}: Cite journal требует |journal= (справка)
- Clayton, D. D. Handbook of Isotopes in the Cosmos: Hydrogen to Gallium. — Cambridge University Press, 2003.
- Gamow, G. The Creation of The Universe. — Reprint: Dover Publications, Original: Viking Press, 2004. As quoted in Quark Soup.
- Livio, M. Brilliant Blunders: From Darwin to Einstein – Colossal Mistakes by Great Scientists That Changed Our Understanding of Life and the Universe. — 1st. — Simon & Schuster, 2014.